# 新香港學社
新香港學社（英語：New Hong Kong Society）是在《中英聯合聲明》背景下於1980年代早期成立的政治組織，首批接受中國對香港行使主權、香港人通過民主手段管治香港的組織。成員多為1980年代畢業的年輕畢業生，他們對香港人管治香港理念有詳細的實施計劃，曾和國務院港澳事務辦公室的官員商討。